# Paolo Castaldi (fumettista)
Paolo Castaldi (Milano, 15 ottobre 1982) è un fumettista e illustratore italiano.

## Biografia
Fumettista e visual artist milanese, classe 1982.
I suoi graphic novel sono pubblicati in oltre quindici paesi d'Europa e del mondo.
Il suo debutto avviene nel 2009 con la graphic novel Nuvole Rapide vol.1 a cui segue il secondo volume nel 2010, entrambi editi da Edizioni Voilier.
Nel 2011 inizia la prolifica collaborazione con Edizioni BeccoGiallo, casa editrice specializzata nel fumetto d'impegno civile. La sua prima opera con questa casa editrice, Etenesh, l'Odissea di una migrante vince in Italia il Premio Boscarato come Miglior autore esordiente, e in Francia, il Prix Valeurs Humaines.

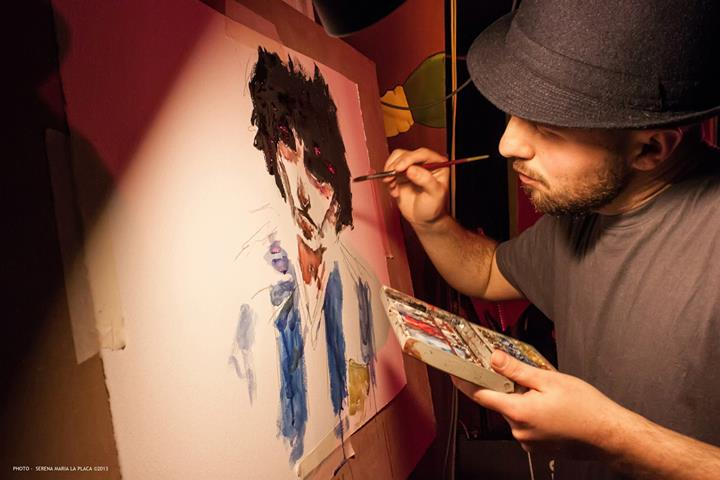
Paolo Castaldi all'opera durante un live painting

Pubblica in seguito Diego Armando Maradona, Chilometri Zero, Gian Maria Volonté (su testi di Gianluigi Pucciarelli), Pugni, Storie di boxe (su testi di Boris Battaglia) e Allen Meyer, graphic novel che inaugura Rami, la prima collana fiction di BeccoGiallo Editore.
Nel 2018 arriva una storia di supereroi “made in italy”, 365 (sceneggiatura di Lorenzo Palloni, Edizioni Shockdom) e Zlatan, graphic novel che segna il suo debutto per la collana Feltrinelli Comics edita da Giangiacomo Feltrinelli Editore e diretta da Tito Faraci.
Nel 2019, sempre per Feltrinelli Editore, pubblica L'Ora X - Una storia di lotta continua, opera a fumetti realizzata a sei mani assieme a Erri de Luca e Cosimo Damiano Damato, che hanno firmato i testi.
Nel 2020 debutta in Francia con un'opera inedita, non tradotta dall'italiano, Vann Nath, scritta dallo sceneggiatore Matteo Mastragostino per l'editore la Boîte à Bulles. Poco dopo esce in Italia il suo terzo graphic novel per Feltrinelli, La Buona Novella, una trasposizione a fumetti dell'omonimo disco musicale di Fabrizio de André realizzata grazie alla collaborazione con la Fondazione Fabrizio de André per celebrare i cinquant'anni della sua prima pubblicazione, nel 1970.
Nel 2022 pubblica la storia breve Il campo dei miracoli su testi della giornalista Francesca Mannocchi per la rivista La Revue dessinée Italia e il suo quarto graphic novel per Feltrinelli, 11 luglio 1982.
Nel febbraio 2025 pubblica in Francia le opere Le dernier costume n'a pas de poche (sceneggiatura di Laurent Galandon, editore Futuropolis) e L'appel des bouts du monde (sceneggiatura di Catherine Monnot-Berranger, editore La Boîte à Bulles).
Le sue storie brevi trovano spazio sulla rivista Linus, diretta da Igort e su la Revue.
Collabora anche in veste di illustratore con gli editori Gribaudo e Rizzoli.
Attualmente vive e lavora a Cornaredo, provincia di Milano.

## Pubblicazioni

### Graphic novel
- Nuvole Rapide - Vol. 1 di 2, Edizioni Voilier (2009)
- Nuvole Rapide - Vol. 2 di 2, Edizioni Voilier (2010)
- Etenesh, l'odissea di una migrante, BeccoGiallo (2011)
- Diego Armando Maradona, BeccoGiallo (2012)
- EP // Volume 01, Autoproduzione (2013)
- Chilometri Zero. Viaggio nell'Italia dell'economia solidale, BeccoGiallo (2014)
- Gian Maria Volonté (disegni), BeccoGiallo (2014)
- Pugni, storie di boxe (disegni), BeccoGiallo (2015)
- Allen Meyer, BeccoGiallo - Collana Rami (2017)
- 365 (disegni), Shockdom (2018)
- Zlatan, Feltrinelli Editore - Collana Feltrinelli Comics (2018)
- L'Ora X. Una storia di lotta continua , Feltrinelli Editore - Collana Feltrinelli Comics (2019)
- Vann Nath, le peintre des Khmers rouges, la Boîte à Bulles (2020)
- La Buona Novella, Feltrinelli Editore - Collana Feltrinelli Comics (2020)
- 11 luglio 1982, Feltrinelli Editore - Collana Feltrinelli Comics (2022)
- L'appel des bouts du monde, La boîte à bulles (2025)
- Le dernier costume n'a pas de poche, Futuropolis (2025)

### Storie brevi
- I will never be clean again, mensile Strike! (Star Comics 2005)
- The Anomaly, mensile Strike! (Star Comics 2005)
- Io e te, mensile Scuola di Fumetto (Coniglio Editore 2007)
- Non troppo lontano, Il Guado Edizioni (2008)
- San Vittore, E di Emergency (2011)
- Sui Generis, InPensiero (2012)
- Coi miei occhi, La traiettoria delle lucciole - Antologia del nuovo giornalismo a fumetti italiano (Beccogiallo 2015)
- Un'ora di vita, Linus (gennaio 2019)
- Le cabine dei treni la notte, Linus (gennaio 2020)
- Di notte, Linus (febbraio 2020)
- Cepeda, Histoires incroyables du Tour de France en BD - Pétit a pétit (2020)
- Il campo dei miracoli, La Revue Dessinée Italia - testi di Francesca Mannocchi (2022)

## Premi e riconoscimenti
- Vincitore Premio Carlo Boscarato 2011, Autore rivelazione dell'anno
- Finalista Premio Micheluzzi 2013, Napoli Comicon, categoria Miglior fumetto.
- Vincitore Prix Valeurs Humaines 2016, Belgio.